# Amauromyza subinfumata
Amauromyza subinfumata är en tvåvingeart som beskrevs av Malloch 1915. Amauromyza subinfumata ingår i släktet Amauromyza och familjen minerarflugor. Inga underarter finns listade i Catalogue of Life.